# Albert Schaff
Pour les articles homonymes, voir Schaff.
Albert Schaff, né le 8 avril 1885 dans le 16e arrondissement de Paris et mort le 21 avril 1968 à Compiègne, est un footballeur international français.

## Biographie
Métreur de profession, ancien athlète et nageur, son poste de prédilection est attaquant. Il ne compte qu'une sélection en équipe de France de football, France-Suisse (2-2) au stade de stade de Paris à Saint-Ouen en 1914. Il avait été appelé comme remplaçant en 1906 contre la Belgique sans rentrer en jeu puis comme réserviste lors des JO de Londres en 1908.  

### Clubs successifs
- C.A. XIVe

### Carrière
Appelé à la dernière minute pour suppléer le meneur de jeu Paul Chandelier contre la Suisse, Albert fit étalage de toutes ses insuffisances. Il disparut bien vite de la sélection d'autant que le malheureux fut gravement blessé pendant la Grande Guerre. Victime d’une fracture ouverte du fémur droit par éclat d’obus en septembre 1914, Schaff sera fait prisonnier peu après en Bavière. Décoré de la Croix de guerre à sa libération, il se distinguera à la fin du mois d’août 1916 sur… une plage de Carantec, dans le Finistère, en allant porter secours à une dame prise d’étourdissements dans l’eau et qui commençait à couler à une trentaine de mètres du rivage. Aidé par deux jeunes Bretons, il parviendra à ramener l’imprudente qui reprendra vie sur le sable. 
Futur entrepreneur en peinture à Paris, Schaff, qui gardera des séquelles de sa blessure à la jambe en boitant toute sa vie, sera élu en août 1919, au même titre qu'un autre international, Lucien Letailleur, au sein de la commission sportive de la ligue parisienne de football présidée par Gaston Cyprès, l’auteur du troisième but français lors du premier match de l’histoire à Uccle, en 1904.